# Aisha Dee

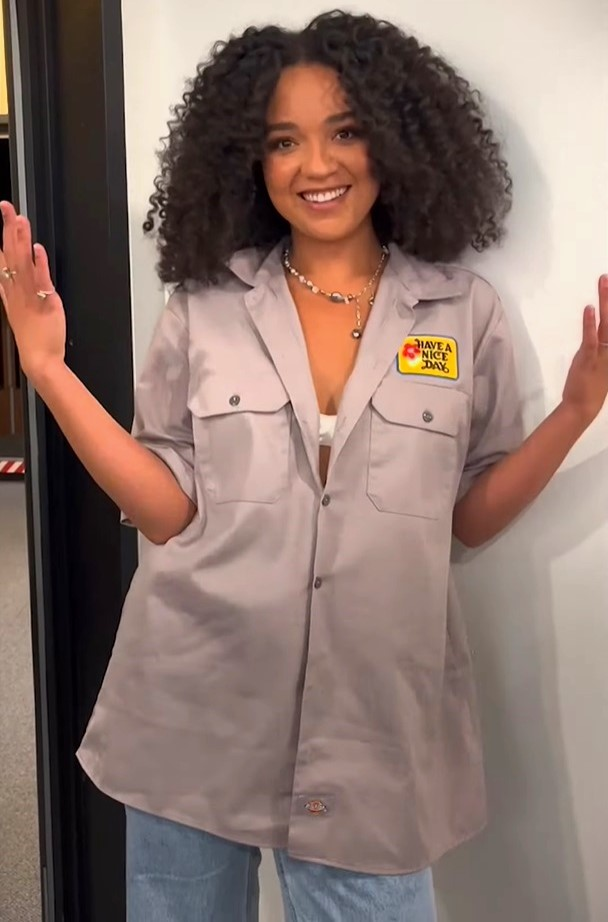
Aisha Dee (2023)

Aisha Dee (* 13. September 1993 in Gold Coast, Queensland) ist eine australische Schauspielerin und Sängerin. Bekannt wurde sie durch ihre Rollen als Desi Biggins in der Kinderserie The Saddle Club (2008–2009) und als Kat Edison in der Freeform-Comedy-Serie The Bold Type – Der Weg nach oben.

## Biografie
Dee entstammt einer multikulturellen Familie, ihre Mutter ist eine anglo-australische Opernsängerin und ihr Vater afroamerikanisch. Sie zog im Jahr 2010 zusammen mit ihrer Mutter und ihrer kleinen Schwester nach Los Angeles für die Dreharbeiten zu I Hate My Teenage Daughter.
Im Jahr 2008 hatte Dee ihre erste große Fernsehrolle als Desi Biggins in der australisch-kanadischen Kinderserie The Saddle Club. 2010 spielte sie den wiederkehrenden Charakter Christine in der australisch-britischen Show Die Geister von Ainsbury. Von 2011 bis 2013 spielte sie Mackenzie Miller in der FOX-Sitcom I hate my teenage daughter. Außerdem hatte sie eine Rolle als Elizabeth „Beth“ Kingston in der ABC-Dramaserie Chasing Life von 2014 bis 2015.
Dee spielte dann 2017 die Jules Koja in der Science-Fiction-Horrorserie Channel Zero: No-End House. Am 22. August 2016 wurde bekannt gegeben, dass Dee im Cast der Freeform Comedy-Dramaserie The Bold Type – Der Weg nach oben die Rolle der Kat Edison übernimmt. Die Premiere fand am 20. Juni 2017 statt. Freeform verlängerte die Serie am 4. Oktober 2017 um weitere zwei Staffeln mit jeweils 10 Episoden. Dee wurde sowohl 2017, als auch 2018 für die Teen Choice Awards in der Kategorie Choice Summer TV Star nominiert. Die zweite Staffel feierte ihre Premiere am 12. Juni 2018 und endete am 7. August 2018. In der vierten Staffel, die in Deutschland seit 16. Oktober 2020 gestreamt werden kann, hat Dee ebenfalls wieder die Hauptrolle übernommen.

## Filmografie
- 2008–2009: Der Sattelclub (The Saddle Club, Fernsehserie, 23 Folgen)
- 2009: Skyrunners (Fernsehfilm)
- 2010: Die Geister von Ainsbury (Dead Gorgeous, Fernsehserie, 13 Folgen)
- 2011: Terra Nova (Fernsehserie, Folgen 1x01–1x02)
- 2011–2013: I Hate My Teenage Daughter (Fernsehserie, 13 Folgen)
- 2014–2015: Chasing Life (Fernsehserie, 34 Folgen)
- 2015: Baby Daddy (Fernsehserie, Folge 4x08)
- 2015: TheCavKid (Kurzfilm)
- 2015: Comedy Bang! Bang! (Fernsehserie, Folge 4x18)
- 2016–2017: Sweet/Vicious (Fernsehserie, 10 Folgen)
- 2017: Channel Zero (Fernsehserie, 6 Folgen)
- 2017–2021: The Bold Type – Der Weg nach oben (The Bold Type, Fernsehserie, 52 Folgen)
- 2019: Ghosting: The Spirit of Christmas (Fernsehfilm)
- 2020: The Nowhere Inn
- 2020: Sissy
- 2022: Collide
- 2022: Look Both Ways (Netflix)
- 2023: Accused (Fernsehserie, Folge 1x10)
- 2023: Safe Home (Fernsehserie, 4 Folgen)
- 2025: Apple Cider Vinegar (Fernsehserie, 6 Folgen)

## Diskografie
- 2009: Best Friends (mit „The Saddle Club“, Album)
- 2009: These Girls (mit „The Saddle Club“, Single)
- 2015: Dee Dee & the Beagles EP (mit „Dee Dee & the Beagles“, EP)
- 2020: Ice in My Rosé EP (EP)